# Michela
Michela ist ein weiblicher Vorname.

## Herkunft und Bedeutung
Michela ist die italienische Form von Michaela.

## Namensträgerinnen
- Michela Andreola (* 1986), italienische Biathletin
- Michela Azzola (* 1991), italienische Skirennläuferin
- Michela Vittoria Brambilla (* 1967), italienische Unternehmerin und Politikerin
- Michela Cambiaghi (* 1996), italienische Fußballspielerin
- Michela Cerruti (* 1987), italienische Automobilrennfahrerin
- Michela Croatto (* 2002), österreichische Fußballspielerin
- Michela De Rossi (* 1993), italienische Schauspielerin
- Michela Fanini (1973–1994), italienische Radrennfahrerin
- Michela Figini (* 1966), Schweizer Skirennfahrerin
- Michela Giuffrida (* 1964), italienische Politikerin
- Michela Marzano (* 1970), italienische Philosophin, Hochschullehrerin, Autorin und Politikerin
- Michela Moioli (* 1995), italienische Snowboarderin
- Michela Murgia (1972–2023), italienische Schriftstellerin
- Michela Pace (* 2001), auch nur Michela, maltesische Sängerin
- Michela Ponza (* 1979), italienische Biathletin
- Michela Schiff Giorgini (1923–1978), italienische Schauspielerin
- Michela Wrong (* 1961), britische Journalistin und Schriftstellerin

## Sonstiges
- (1045) Michela, Asteroid des Hauptgürtels